# 馮潔貞
馮潔貞（Fung Kit Ching，1916年—？）是默片時代的女明星，她是香港「聯華演員養成所」畢業的高材生之一。1933年底的香港報章報導馮潔貞因天氣轉變，哮喘病發，她的丈夫是廣州華藝影片公司老闆、粵劇乾班男花旦謝醒儂，他們曾經合演廣州默片《裂痕》，飾演夫婦。

## 馮潔貞的電影
1. 香港默片《鐵骨蘭心》（1931年11月29日香港公映，飾演蔡麗蘭）；
2. 廣州默片《裂痕》：謝醒儂、馮潔貞、羅文煥、葉弗弱主演[3]；
3. 廣州默片《前進》；
4. 廣州默片《花落見花心》，導演：姜白谷；謝醒儂、倩影儂、陳艷儂、馮潔貞、羅文煥、葉弗弱合演；
5. 香港默片《洞房雙屍案》（1934年1月21日香港公映）；
6. 香港默片《婚後的問題》（1934年8月5日香港公映）。

## 外部連結
- 香港電影資料館：馮潔貞演電影的記錄[永久]
- 香港影庫：馮潔貞 （页面存档备份，存于）